# Puma King
Puma King (nacido el 6 de julio de 1990) es un luchador profesional y YouTuber mexicano, quien trabaja actualmente en Lucha Libre AAA Worldwide (AAA) y anteriormente estuvo en el Consejo Mundial de Lucha Libre (CMLL). El nombre real de Puma no es de conocimiento público, como suele ser el caso de los luchadores enmascarados en México, donde sus vidas privadas se mantienen en secreto de los fanáticos de la lucha libre.
Entre sus logros ha sido una vez Campeón Mundial de Tercias de AAA.
A lo largo de su carrera, King ha trabajado en varias empresas del circuito independiente, tales como Lucha Libre Elite, DDT Pro-Wrestling, Impact Wrestling, Major League Wrestling y Pro Wrestling Guerrilla.

## Carrera

### Primeros años (2006-2008)
Puma es parte de la familia de lucha de Casas, hijo de Jorge Luis Casas (El Felino) y sobrino de Negro Casas y Erick Casas. Originalmente afirmó que no era el hijo de Jorge Luis, pero afirmó ser el hijo de otro hermano de Casas que no está involucrado con la lucha libre. Hizo su debut en la lucha libre en 2006 a la edad de 16 años, luchando bajo el nombre de Puma King. Ni Puma King, ni su hermano mayor Tiger Kid, ocultaron el hecho de que eran parte de la familia Casas, y con el uso de los nombres inspirados en felinos y la máscara que se parecía mucho a la máscara usada por El Felino se especuló que eran los hijos de El Felino. Esto fue luego negado por Puma King y Tiger Kid, alegando que eligieron sus nombres y máscaras como un tributo a su tío favorito. En una entrevista con SuperLuchas publicada a principios de junio de 2010, El Felino finalmente reveló que él era el padre de Tiger Kid y Puma King, pero lo había mantenido en secreto para permitir que sus hijos tuvieran éxito o fallaran por sus propios méritos y no por su relación familiar con El Felino.

### Consejo Mundial de Lucha Libre (2008-2018)
Puma King trabajó para International Wrestling Revolution Group (IWRG) no mucho después de su debut, y aunque Tiger Kid también trabajó para IWRG, la promoción rara vez los usó como equipo. En 2008, Puma King se unió a Tiger Kid en el Consejo Mundial de Lucha Libre (CMLL), la misma promoción para la que trabajaban sus tíos. Puma King se asoció con Villano V para participar en el Torneo Gran Alternativa. El torneo Gran Alternativa es un torneo anual de CMLL que reúne a un veterano y un novato (Novato) para un torneo de equipo . Originalmente, Villano V estaba programado para formar equipo con El Brujo, pero debido a una lesión, Puma King fue elegido para reemplazarlo. Puma King y Villano V perdieron contra Axxel y Blue Panther en la primera ronda del torneo.
En CMLL, Puma King y Tiger Kid luchan con frecuencia como equipo de etiqueta, por lo general, pero han hecho varias apariciones en Super Viernes, el espectáculo más grande de CMLL de la semana. En febrero de 2010, tanto Puma King como Tiger Kid se involucraron en la actual pelea de El Felino contra La Sombra. Todo comenzó el 2 de febrero de 2010, cuando Puma King se vistió como su tío El Felino para distraer a La Sombra durante la lucha. Sin embargo, un acto de doubleganger posterior le salió mal y vio a El Felino perder contra La Sombra, que vio el final de la ayuda de Tiger Kid/Puma King en la historia. El 23 de abril de 2010, Puma King participó en la Gran Alternativa 2010, esta vez haciendo equipo con Último Guerrero. El equipo derrotó a Pegasso y Toscano en la primera ronda y Durango Kid y El Texano Jr. en la segunda ronda.
El 14 de septiembre de 2012, en el 79th Aniversario del CMLL, Puma King derrotó a Rey Cometa en una Lucha de Apuestas, lo que obligó a su rival a desenmascararse.
El 25 de diciembre de 2015, como parte del espectáculo anual Infierno en el Ring de CMLL, Puma fue uno de los doce hombres que arriesgaron su máscara en el evento principal de la caja de acero. Él fue el segundo hombre en abandonar la jaula, manteniendo su máscara segura en el proceso.
El 17 de julio de 2018, Puma anunció su salida de CMLL después de 8 años con la empresa.

### Lucha Libre AAA Worldwide (2018-presente)
El 22 de julio de 2018, Puma debutó en la AAA, trabajando en el evento principal de AAA vs. Elite. Fue nombrado como el King Puma y se asoció con L.A. Park y Electroshock como representantes de la Liga Elite. El trío derrotó al Equipo AAA (Psycho Clown, El Hijo del Fantasma y Rey Wagner). El 29 de julio, King hizo equipo con Jack Evans y Teddy Hart obteniendo su victoria contra Los Nuevos Mosqueteros del Diablo (La Máscara & Máximo) y Sammy Guevara. El 18 de agosto en Chalco, King nuevamente hizo equipo con Argenis y Golden Magic derrotando a Jack Evans, La Parka Negra y a Tito Santana.
El 25 de agosto en Triplemanía XXVI, King hizo equipo con Taurus, El Hijo de L.A. Park siendo derrotados ante El Nuevo Poder del Norte (Carta Brava Jr., Mocho Cota Jr. & Tito Santana).
El 3 de agosto en Triplemanía XXVII, King participó en la Copa Triplemanía quien fue ganado por Pagano. El 10 de agosto en Saltillo, King perdió en una lucha titular por el Megacampeonato de AAA contra Fénix, Laredo Kid y Taurus en la cual retuvo Fénix.
El 1 de mayo de 2021, King hizo su regreso debido a la pandemia de COVID-19 en el evento Rey de Reyes atacando a Psycho Clown, Chessman y Pagano. Ese mismo combate se alió con Diamante Azul y Sam Adonis formando un stable llamado "La Empresa" cambiando a heel.

### Pro Wrestling Guerrilla (2018-presente)
Puma hizo su debut para Pro Wrestling Guerrilla en Battle of Los Angeles (BOLA) en el torneo, siendo eliminado por Flamita en la primera ronda. El 26 de julio de 2019 en el evento "Sixteen", King perdió la lucha junto con Laredo Kid y Black Taurus contra Mexablood (Bandido & Flamita) y Rey Horus.

### Circuito independiente (2018-presente)
Además de trabajar en la AAA, Puma King comenzó a trabajar para varias promociones independientes de lucha libre basadas en México, Estados Unidos y Japón después de abandonar el CMLL. Su primera lucha en los Estados Unidos fue el 7 de septiembre de 2018 para PCW Ultra, derrotando a Jake Atlas y Maxx Stardom.  Además, también ha trabajado varias luchas para Impact Wrestling, All Pro Wrestling, Game Changer Wrestling y Major League Wrestling, además de participar regularmente en Pro Wrestling Guerrilla (PWG) con sede en el sur de California.
Habiendo trabajado anteriormente en Japón como parte de las giras de FantasticaManía de CMLL, Puma King regresó a Japón a finales de 2018 para competir en DDT Pro-Wrestling. Fue uno de los 14 luchadores que compitieron en el torneo 2018 Japan DDT D-Ou Grand Prix.  No pudo avanzar desde la primera ronda, ya que solo derrotó a Daisuke Sasaki y Akito y perdió los cuatro restantes luchas de primera ronda.

### Impact Wrestling (2018-2019)
El 15 de febrero en el episodio de Impact!, King hizo equipo con Aero Star, El Hijo del Vikingo y Psycho Clown en un Elimination Match donde derrotaron a Eddie Edwards, Eli Drake, Fallah Bahh y Sami Callihan ganando la Copa Mundial de Impact.

## Campeonatos y logros
- Consejo Mundial de Lucha Libre
  - Campeonato de Peso Semicompleto de Occidente (1 vez)[7]

- DDT Pro-Wrestling
  - Ironman Heavymetalweight Championship (8 veces)

- Lucha Libre AAA Worldwide
  - Campeonato Mundial de Tríos de AAA (1 vez) – con DMT Azul & Sam Adonis

- Pro Wrestling Illustrated
  - Situado en el Nº406 en los PWI 500 de 2019[8]

- Wrestling Observer Newsletter
  - Lucha 5 estrellas (2019) con Black Taurus y Laredo Kid vs. Bandido, Flamita y Rey Horus en PWG SIXTEEN el 26 de julio.

## Luchas de apuestas
| Apuesta | Ganador   | Perdedor   | Evento                    | Fecha                    | Notas                                                        |
| ------- | --------- | ---------- | ------------------------- | ------------------------ | ------------------------------------------------------------ |
| Máscara | Puma king | Arissma    | House show                | 28 de mayo de 2012       | Ver listaKing apostó su máscara en el circuito ndependiente. |
| Máscara | Puma king | Rey cometa | 79th Aniversario del CMLL | 14 de septiembre de 2012 | Ver listaKing apostó su máscara con el CMLL en la lucha.     |